# William Hartston
William Roland Hartston (Londra, 12 agosto 1947) è uno scacchista, giornalista e scrittore britannico.
Vinse il Campionato britannico di scacchi nel 1973 e 1975. Fu terzo nel Torneo di Hastings 1972/73, dietro a Bent Larsen e Wolfgang Uhlmann. Vinse il torneo di Sarajevo nel 1976. 
Partecipò con la nazionale inglese a diverse edizioni delle Olimpiadi degli scacchi. Vinse la medaglia d'oro in terza scacchiera alle Olimpiadi di Siegen 1970.  
Dai primi anni '70 ha condotto diverse trasmissioni della BBC come commentatore  di diversi campionati del mondo di scacchi, tra cui i match 
Spassky-Fischer 1972, Karpov-Korchnoi 1978, Kasparov-Short 1993 e  Kasparov-Anand 1995. Negli anni '80 ha presentato la serie televisiva della BBC Play Chess. 
Ha collaborato come giornalista a diversi quotidiani e riviste inglesi, tra cui il Daily Express. 

## Opere
William Hartston ha scritto numerosi libri, sia di scacchi che su altri argomenti, tra cui:
- The Grunfeld Defence (1971), B. T. Batsford
- The King's Indian Defence (1973) (con L. Barden e R. Keene), B. T. Batsford
- Karpov-Korchnoi, 1974 (1977) (con R. Keene), Tony Earl Books
- The Benoni (1977), Batsford
- How To Cheat At Chess (1977)
- The Battle of Baguio City: Karpov-Korchnoi 1978 (1978)
- The Penguin Book of Chess Openings (1978)
- London 1980: Phillips and Drew Chess Tournament (1980) (con  S. Reuben)
- Teach Yourself Chess (1980)
- The Ultimate Irrelevant Encyclopaedia (1984)
- The Kings of Chess (1985)
- Chess - The Making of the Musical (1986), Pavilion Books
- Drunken Goldfish and Other Irrelevant Scientific Research (1988)
- The Guinness Book of Chess Grandmasters (1996)
- Teach Yourself Better Chess (1997)
- The Book of Numbers: The Ultimate Compendium of Facts About Figures (2000)
- What Are the Chances of That? (2004)
- The Encyclopedia of Quite Extraordinary Information (2005)
- The Encyclopedia of Useless Information (2007)
- The Things That Nobody Knows (2011), Allen & Unwin
- Even More Things That Nobody Knows (2015), Allen & Unwin